# Премія імені Станіслава Дністрянського
Премія імені Станіслава Дністрянського — регіональна премія, яку заснували у 2003 Тернопільські обласні організації Спілка юристів України і НСПУ на честь Станіслава Дністрянського. Нагороджуються за активну громадянську позицію, громадську, правозахисну та публіцист. діяльність, наук. здобутки в галузі права і пропаганду правових знань.
Перші лауреати премії:
- доцент ТАНГу, заслужений юрист України 3. Гладун
- письменник, старший науковий редактор Тернопільського Енциклопедичного Словника Б. Мельничук (2003; за книжку «Як стати юристом»).